# گرانت شائود
گرانت شائود (به انگلیسی: Grant Shaud) (زاده ۲۷ فوریهٔ ۱۹۶۱) بازیگر آمریکایی است.
از فیلم‌های معروف او می‌توان به بازی در فیلم جنتلمن برجسته اشاره کرد.